# Mimegralla tongana
Mimegralla tongana är en tvåvingeart som först beskrevs av Leander Czerny 1932.  Mimegralla tongana ingår i släktet Mimegralla och familjen skridflugor.
Artens utbredningsområde är Tonga. Inga underarter finns listade i Catalogue of Life.